# Allerona Scalo
Allerona Scalo è una frazione del comune di Allerona (TR).
Il paese è situato nella valle del Fiume Paglia, a 171 m s.l.m. ed è adagiato su una collina.
Particolarità di questo abitato è quella di trovarsi sui confini amministrativi di due comuni; il comune di Allerona e quello di Castel Viscardo (dove la frazione prende il nome di Pianlungo). La maggior parte della popolazione risiede nel comune di Allerona (1 028 abitanti secondo l'Istat, nel 2001), ma un'altra parte ugualmente consistente si trova nel comune di Castel Viscardo.
Altra particolarità è quella di essere attraversata dalle due linee ferroviarie della tratta Roma-Firenze, la cosiddetta linea "lenta" e quella veloce (alta velocità). In prossimità dell'abitato attraversa il Viadotto del Paglia, opera con cui fu inaugurata la costruzione della Direttissima e che con i suoi 5375 m rappresenta il viadotto più lungo d'Europa e tra i più lunghi del mondo. Lungo la linea lenta è presente inoltre uno scalo ferroviario, la Stazione di Allerona-Castel Viscardo, che rappresenta il fulcro attorno al quale è sorto l'abitato.

## Storia

### Storia naturale
Allerona Scalo si trova in un'area in cui nel periodo del Pliocene Inferiore (da 5,3 a 2,5 milioni di anni fa) era presente un basso mare tropicale molto ricco di microrganismi e invertebrati marini (foraminiferi e malacofauna) ma anche pesci cartilaginei (squali), ossei e mammiferi marini (cetacei) come testimoniato dai numerosi fossili che si rinvengono in tutto il territorio, caratterizzato, fino a 400 m, da argille grigie. Nel (2003 e 2007) sono stati scoperti i resti fossili di due cetacei, in località Monte Moro, a 2 km dall'abitato. Lo scheletro di uno dei due balenidi, il primo ritrovato in Umbria, è abbastanza completo e misura 14 metri, questi due reperti così vicini l'uno all'altro, lasciano ipotizzare un probabile spiaggiamento di gruppo.

### Storia antropica
L'abitato sorge nella piana alluvionale del fiume Paglia che, nei secoli fino all'epoca moderna, ha rappresentato un ostacolo viario e un problema sia sanitario che di sicurezza per le popolazioni umane. Tuttavia, nelle colline sovrastanti vi sono segni della presenza umana fin dall'epoca pre-romana. Sono di epoca romana, infatti, i reperti e i segni archeologici rinvenuti nell'area Coriglie-Fonti di Tiberio. Di epoca romana sono i resti della Via Traiana Nuova, variante della Via Cassia Antica nel collegamento tra Bolsena e Chiusi.
Al VII secolo, invece, risale la chiesa di Sant'Abbondio, appartenuta alla Canonica della Cattedrale d'Orvieto, mentre al 1200 risale quella di San Nicolò, situata a 4 km sulla sommità del colle della Meana e ad oggi in rovina. È in questi due centri che per tutto il medioevo, il rinascimento e fino all'800 si concentrano le popolazioni, per lo più coinvolte nelle dinamiche sociali, religiose e politiche dei borghi di Allerona, Monterubiaglio, Ficulle e della vicina Orvieto.
Dopo la costruzione dell'asse ferroviario e la fondazione dello scalo (1863), gli abitanti da questi due colli e dalle campagne limitrofe, per lo più contadini e braccianti, si trasferirono progressivamente intorno ad esso. La presenza di una fornace (1908) e dello scalo merci (per lo più granaglie, carbone e legna) costituirono un primo livello di attrazione in una fase di trasformazioni sociali che spingeva le persone ad abbandonare le campagne e a migrare alla ricerca di attività più redditizie.
La Seconda guerra mondiale segna lo spartiacque anche e soprattutto per Allerona Scalo, luogo in cui fu situato, durante l'occupazione tedesca, un avamposto dei nazifascisti, che doveva garantire la continuità dei collegamenti ferroviari tra Roma e Firenze, in uno dei punti più critici della tratta, il ponte sul torrente Ritorto ma specialmente il ponte sul fiume Paglia. I bombardamenti che si susseguirono nel tentativo di abbattimento del ponte e delle strutture collegate, portarono alla devastazione del territorio limitrofo e alla morte di numerose vite umane: il 28 gennaio del 1944 la carneficina, un treno carico di prigionieri provenienti dal campo di prigionia PG54 di Fara in Sabina e diretto in Germania, si trovò sul ponte durante il bombardamento e venne colpito in pieno. Tra i rottami dei vagoni, alcuni dei quali precipitati nel fiume, si conteranno circa 400 morti.
L'atrocità del nazifascismo si concludeva lo stesso giorno del passaggio del fronte angloamericano, con l'uccisione di 5 uomini in località Pomarro per mano di due tedeschi: Gino Ciuchi, Ernesto Foscoli, Giuseppe Belli, Ivo e Dino Zaganella. Altri si salvarono per pura fortuna.
Nel dopoguerra, dopo una lenta ripresa segnata dalla forte immigrazione verso le grandi città, comincia a rifiorire l'abitato soprattutto grazie alla costruzione della linea ferroviaria "direttissima" e dell'autostrada A1, nonché per lo sviluppo, lento ma progressivo, delle attività economiche intorno ad Orvieto.

## Monumenti e luoghi d'interesse
- Chiesa di Sant'Abbondio (VII secolo), recentemente restaurata;
- Chiesa dei Ss. Abbondio e Silvestro (anni trenta);
- Chiesa di San Nicola da Bari (in rovina), un tempo conteneva affreschi del senese Sinibaldo Ibi;
- Villa Palombaro;
- I calanchi (formazioni geomorfologiche argillose);
- Il Parco Naturale della Selva di Meana (un'area boscosa che occupa circa la metà del territorio comunale);
- La media-valle del fiume Paglia (stretta e infossata tra l'altopiano dell'Alfina e i monti della Selva di Meana);
- Le Fonti di Tiberi (luogo ricco di rocce travertinose e fonti termali con acque salso-bromo-iodiche, che si trova lungo il fiume).

## Economia
Le principali attività economiche sono legate alla presenza della vicina città di Orvieto (servizi e artigianato, industria), mentre è presente una fiorente attività agricola, legata soprattutto alle produzioni di olio (DOP Umbria) e di vino (IGT Allerona, Rosso Orvietano, Orvieto Doc, Orvieto Classico): diverse le cantine e le realtà vitivinicole, anche di pregio, presenti.
In pieno sviluppo anche l'attività agro-turistica e alberghiera, legate soprattutto alla ruralità e alla naturalità del territorio
Fino agli anni '90, inoltre, le fornaci industriali di mattoni, hanno rappresentato una delle principali attività economiche.

## Eventi
Non avendo grandi tradizioni storiche da festeggiare e da tramandare, Allerona Scalo è un centro in cui si sperimentano iniziative e manifestazioni nuove.
Si festeggiano:
- 30 aprile/1º maggio: Cantamaggio dell'Aia
- Ultima domenica di agosto: Festa di Sant'Abbondio
- Seconda domenica di settembre: Festa del Paese
- nel mese di novembre: Sagra della polenta
- nel mese di dicembre: Festa della Cioccolata
- nel mese di luglio: "Festa AlleGrona"

## Sport
- Campo da tennis
- Campo da calcio
- troscia comunale
- G.S.D. Romeo Menti, su romeomenti.altervista.org. URL consultato il 17 maggio 2019 (archiviato dall'url originale il 5 marzo 2016).
- Amatori Allerona, su amatorialleronascalo.altervista.org. URL consultato il 25 giugno 2020 (archiviato dall'url originale il 10 ottobre 2016).